# Търновска патриаршия
Търновската патриаршия е название на независимата Българска православна църква през периода 1235 -1416 г.

## Създаване и диоцез на Търновската патриаршия
Търновската патриаршия е призната на църковен събор в Лампсак през 1235 година от никейския патриарх Герман II и останалите източни патриарси, когато за първи търновски патриарх е избран Йоаким I. Диоцезът ѝ се променял в зависимост от териториалните изменения на България и развитието на политическата ситуация на Балканите. По времето на цар Иван Асен II тя има 14 епархии (без Търновски и Охридски диоцез) и 4 епископии (Белградска, Браничевска, Нишка и Велбъждка).
В края на 20-те и началото на 30-те години на XIII век политически обстоятелства помогнали на Търновската църква да навлезе в един нов етап от развитието на своя статут.
Обявяването на Теодор Комнин за император в Солун внесло напрежение в и без това голямото „състезание“ между Никейската империя и Епир за възстановяване на Византийската империя.
По същото време отношенията между България, от една страна, и нейните съседи от Юг-от друга, с нищо не показвали враждебност или недоброжелателност. Цар Иван Асен II (1217-1241) сключил договор и се сродил с Теодор Комнин, а c латинците в Цариград отношенията се развивали в дух на доверие, което изглежда в края на 20-те години на XIII век породило предпоставки името на българския цар да се свърже с евентуално (но неосъществено) брачно споразумение между Търново и Латинския императорски трон.
Българският цар поддърждал добри взаимоотношения и с Никея. Те предизвикали даже недоволство на Епирското духовенство, изразено от митрополит Йоан Апокавк, който укорил патриарх Герман II, че отказва да се обръща към Теодор Комнин като към император, а нарича Иван Асен II Цар.
При всички случаи е очевиден стремежът на Иван Асен II да води една балансирана политика на Балканите. За определен период това може и да е било печелившо поведение, но настъпил моментът, в който по външни причини (съществуващо напрежение между Никея и Солун, от една страна между тях и Латинската империя – от друга) тази позиция станала неизгодна.
Все още в историческата литература не е дадено достатъчно убедително обяснение за акта на Теодор Комнин да влезе в конфиликт с българите. Ако той е преценил неутралитета на България като проява на слабост и възнамерявал да я отслаби още повече като потенциален съюзник на Никея или на латинците, отнемайки ѝ тракийските и подбалканските владения, събитията показват, че той е направил съдбовна грешка.
Битката при Клокотница (3 март 1230 г.) не решава само личната свобода на Теодор Комнин, тя елиминира от политическата сцена един от византийските претенденти в борбата за възстановяване на Византийската имеперия и променя съотношението на силите на Балканите.
В резултат на тази победа към България били присъединени нови територии от Тракия и Македония, така че страната след 1230 г. се променя съотношението между Униатските и традиционно православните по положение престоли в полза на вторите. Това внесло усещане на разделение исторически анхронизъм в духовно тяло на Търновската църква.
Същевременно, отстранявайки Теодор Комнин от пътя на Никейския император Йоан III Дука Ватаци (1222-1255), Иван Асен II се включил в конфликта между Никея и Латинска империя на европейската територия на Византийската империя от 1204 година.
След 1230 година България вече владеела част от земи, а в друга имала политическо влияние. Тогава под властта на Българския цар попаднала и част от онези територии, които според проектодоговора от 1228 г. между латинските рицари и кралят на Йерусалим Жан дьо Бриен предвиждали следното разпределение:
"И да се знае, че във властта на краля ще бъде да се вземе каквото пожелае за своите наследници: или цялата земя, която е отвън протока..., или цялата земя, която владее Комнин, чак до околностите на Димотика и Адрианопо.".
През 1231 г. Жан дьо Бриен стъпил като имепратор в Цариград, политическата карта на Балканите вече е променена. Иван Асен II дръжи част от земите на Теодор Комнин. Предвид заявените намерения в договора, Българският цар започнал да търси споразумение с Никея. Враждебните действия на Унгарците – папски съюзници, срещу българския северозапад през есента на 1231 г. и пролетта на 1232 г. допълнително подтиквали България към съюз с Никея.
При сключване на Унията и по-късно съюзните отношения между двете държави в новата политическа обстановка на Балканите след 1230 г. преминали през установяване на църковно общение между Патриаршията в Никея и Търновската архиепископия.
Българската църква не променила православното си богослужение, нито Символа верую, нито обредите си. Само част от българските престоли приели унията, която само формално продължавала да е в сила. Но за света била факт, който не можел да се пренебрегне.
Посочените след 1230 г. обстоятелства от религиозен и политически характер правели съществуването ѝ безпредметно. Прекъсване действията на унията става през последните месеци на 1231 г. и началото на 1232 г. Тогава два западнобългарски престола – Белград и Браничево престанали да се смятат за свързани с римския първосвещеник, както разбираме от сведение от началото на 1232 г.
Събитието, предхождащо назначаването на митрополита на Анкира Христофор на 6 март 1232 г. за патриаршески екзарх на западновизантийските земи, показва, че инициативата за смяна на каноничното положение на Българската църква излиза от Търново. На знака, даден от Българската столица, скоро било отговорено.
През 1233 г. Христофор изпратил писмо до цар Иван Асен II с ред готови предложения, които показват, че през 1232 – 1233 г. пътят за възстановяване на църковното общение между Българската църква и Патриаршията бил в основни линии разчистен и двете страни вече можели да престъпят към осъществяване на съобщаването му. Думите на Христофор: „Ти стана истински син на светата вселенска апостолска църква и съедини онова, което беше зле разединено, и благострои в Загора дело най-православно, което никой от твоите предшественици не можа да направи.“, показват недвусмислено, че едно от условията за промяна на каноничното положение на Търновската църква, а именно отхвърлянето на унията от страна на българските униатски катедри и присъединяването им към останалите православни църкви на България, било изпълнено.
Тази стъпка била подкрепена и от търновския архиепископ Василий, въпреки че по това време той се оттеглил на Атон.
Митрополит Христофор в писмото си до цар Иван Асен II не изказал никакви възражения за архиепископ Василий, с когото се срещнал на Света гора. Там след проведен обстоен разговор с него настоял Василий да се върне в Търново.
Към момента на срещата на двамата духовни братя на Атон, архиепископ Василий формално все още бил глава на Търновската българска архиепископия. Както се разбира от негово писмо, по-късно той дава писменият си отказ от поста.
След неговата оставка се открива възможност да се възстанови по каноничен път общение на двете църкви в духа на традиционните взаимни връзки между тях, базирани на принципа на дъщерност.
Патриарх Христофор предлагал:
- или българите да пратят на изток, т.е. в Никея при патриарх Герман II, избрано от тях лице, за да бъде ръкоположено за архиепископ на Търново
- или това лице да бъде изпратено на Христофор в Солун, за да го ръкоположи вместо патриарх

От документи става ясно, че лицето ще бъде избрано в Търново със съгласието на цар Иван Асен II и с избора на местния синод.
България, поради политически причини, свързани с подготвения съюз и проектиранато сродяване на семействата на импероатора и царя, се спрели на първия вариант. През 1234 г. в Никея през Цариград бил изпратен монахът Йоаким, който бил интронизиран.
Новият търновски архиепископ, показва някои съществени промени в неговото канонично и междуцърковно състояние. Патриаршията приела правото на търноския епископат да избира своя ръководител, както и правото на българския цар да го одобрява. Но той не можел да бъде ръкополаган от българския архиерей. Тази забрана е изрично изказана от Христофор. С нея България се съобразила. Причината била в необходимостта официално да се отхвърли доминантата на папата и да се признае първенството на патриарха, т.е. за момента се приело, че Търновската църква в качеството си на архиепиескопия признава върховенството на патриарха. Това е отбелязано от Георги Акрополит по повод възстановяването на Българската патриаршия през 1235 г. Дори формалната зависимост на Търново от Апостолическата църква, която с времето загубила своята сила и стойност, и фактическото ѝ състояние на независимост, подобна крачка може да изглежда като отстъпление от вече завзети позиции. Но в този исторически момент друг път за връщане към общението с Патриаршията и легитимиране на Търновската архиепископия в семейството на източноправославните църкви не съществувал.
От друга страна, в България и в Никея разглеждали това зависимо положение на Търново от Патриаршията като временно. Иван Асен II e привлечен за съюзниник на Никея. Възможно е да е съществувала обешана нова промяна в статуна и ранга на българския църковен глава, които да му дадат официално призната самостоятелност в патриаршески сан. За това свидетелстват някои коствени данни. Йерархическото въздигане на българския църковен престол станава по едно и също време със сключване на брака между царската дъщеря и престолонаследника в Никея, за да гарантира допълнително сериозните намерения на Иван Асен II и Йоан III Ватаци, които се криели в осъществяване на политически съюз между тях.
Самият Георги Акрополит откровено казва, че полученото през пролетта на 1235 г. ново канонично положение на Търновската църква било в пряка връзка с установените приятелски отношения между Никея и България, и династичният брак между двамата владетелски двора, така че на зависимостта на Търновската архиепископия следва да се гледа като на временна мярка.
От „Разказа за възобновяване на Българската патриаршия“ от Синодика на Борил се разбира, че провъзгласяването на самостоятелната Търновска патриаршия било предшествано с постъпки на Имперотор Йоан III Ватаци пред патриарсите на Ерусалим, Антиохия и Александрия.
В писмо той ги моли:,...да се дарува равна вам патриаршеска степен на град Търново..." Отговорът им, изпратен в писмена форма на патриарх Герман, бил утвърдителен.
Според същото сведение те упълномощили Герман II да постъпи според общото им съгласие. Тази предварителна подготовка за събитието следва да е станала най-късно през втората половина на 1234 г. или малко след ръкопологането на Йоаким за търновски архиепископ от патриарх Герман II.
През пролеттна на 1235 г. цар Иван Асен II и император Йоан Ватаци се срещнали в Галиополи, вече било взето решение за промяна в каноничното положение на Българската църква и следвало да се пристъпи към официалното му привеждане в сила.
Както обръща внимание В.Златарски, провъзгласяването на Йоаким за търновски патриарх станало от църковен събор, в който участвали висшето духовенство от страна на Патриаршията и монаси от византийска и българска страна.
Съборът вероятно бил председателстван от патриарх Герман II. Съборният характер на провъзгласяването (възобновлението) на Българската патриархшия се подкрепя и от сведението на Георги Акрополит (той споменава съборно постановление, с което Йоаким бил наречен патриарх), и от Житието на същия Йоаким, където е казано, че западните архиереи го поставили на патриаршеския престол.
Особено важно е да се отбележи новата роля, която играела светската власт в църковните дела на България. През 1234-1235 г., за разлика от времето на учредяване на Българската архиепископия, по-сетне патриаршия, император Йоан Ватаци само се застъпил за промяна на статута на търновския престол, без да играе основна роля в този случай, като това станало през IX и Х век. Причината била от историческо естество. Трябвало да се възобнови старото право на Българската църква, тя да бъде възглавявана от патриарх и да се ползва с автокефалия, поради което основната дума имали нейните духовни православни сестри.
Сведението от „Разказа за възобновление на Българската патриаршия“ почти не третира въпроса за каноничното положение на Търновската църква, ако разбира се, не тълкуваме искането за равни права с другите патриаршии като искане на автокефалия. Това ѝ състояние отбелязват Георги Акрополит и Никифор Григора.
Каноничното състояние, получено от Българската църква през пролетта на 1235 г., предизвикало по-късно, през XIV век, спорове между Търново и Цариград, които хвърлят съмнения върху степента на придобита от Българската патриаршия в тази година самостоятелност. В писмо на патриарх Калист от 1355 г., в отговор на въпроси на двама български монаси, патриархът коментирал каноничното положение на Търновската патриаршия, което според думите му било отразено в „Томос“, даден ѝ от патриарх Герман II. Той съдържал първоначалните договори между българите и Патриаршията.
„Разказът за възобновляването на Българската патриаршия“ също свидетелствува, че българският патриарх получил писмено (наред с устното) потвърждение при интронизацията му от Герман II, подписано и от източните епископи, и връчено като сигилия (т.е придружено с официален печат) на Иван Асен II и на патриарх Йоаким I. Текстовете на въпросния „Томос“ и сигилия не са известни, така че не знаем дали става дума за един и същ документ.
Какво всъщност твърдял патриарх Калист за статута на Българската патриаршия, позовавайки се на Германовия „Томос“? Като цитирал не него, а извадки от съчинение на патриарх Герман (също изгубено), той твърдял, че търновският патриарх не е бил получил пълна автокефалия, поради което той имал следните три задължения към Цариградската Патриаршия:
- да ѝ плаща данък;
- да споменава на Литургия името на нейния глава;
- да се явява на съда на Цариградската патриаршия.

Няколко неща правят впечатление и същевременно хвърлят съмнение върху достоверността на твърдението на Калист. Преди всичко е въпросът, който повдигнали двамата български монаси пред него. Те се интересували защо двамата по време на Литургия не споменават взаимно имената си. Вероятно това е практика, въведена по силата на съслужението между двата престова, установено от 1235 г., когато при определени случаи през годината, по времето на служба, в двете църкви е прието да се споменават взаимно имената на двамата патриарси. Но след време тази практика била прекратена. Затова споменаването на името на цариградския патриарх по-късно, след 70-те години на XIV в., по време на литургия в българската патриаршеска църква, не би трябвало да се тълкува като съгласие с казаното от Калист за каноничния статут на Търново, а като отражение на възстановяването на тази практика в България.
От друга страна, възниква сериозно съмнение в истинността на думите на Калист, отнасящи се до задълженията на търновския патриарх да плаща данък на Цариград, подобно на византийските митрополити, за които той бил въведен на два пъти през 1315 г. и 1324 г.
Що се отнася до истинските мотиви на Калистовите претенции, то те се съдържат в политиката на Византия от средата на XIV в. за спечелване на съюзници на Запад, между Патриаршията в Цариград и църквите в Търново и Сърбия (с които тя била в схизма).
След битката при Велбъжд западните епархии са присъединени към Сръбската архиепископия, която през 1346 година става Българо-сръбска Печка патриаршия. Към средата на XIV век част от южните епархии, а по-късно от Добротица Варненската епархия и Добруджа са присъединени към Цариградската патриаршия. При Иван Александър (вероятно при патриарх Теодосий) се прави неуспешен опит да се поеме контрола над Киев. Молдова се отделя от Търново през XIV век и първоначално преминава под ведомството на руския Галички митрополит подчинен на Цариград, а от 1401 - на Охридската архиепископия. През 1359 година влашкият войвода Александър I Басараба отделя Влашко от диоцеза на Търновската патриаршия и го присъединява към Цариградската патриаршия, а впоследствие Мирчо Стари подчинил Влашко на Охридската архиепископия. Епархиите от Видинското царство са подчинени в 1365 от унгарците, Иван Страцимир в 1381 г. ги предава на Цариградската патриаршия, а в 1389 или не много по-късно минават към Охридската архиепископия.
След падането на България под османска власт Търновската патриаршия е унищожена като първоначално към 1394 за търновски митрополит от Цариград е назначен грък - отхвърленият от пасството си молдовски митрополит Йеремия, а след кончината на патриарх Евтимий на 4 април 1404 г. турците не позволяват избор на нов патриарх и диоцезът ѝ към 1416 окончателно е присъединен към Цариградската патриаршия където търновският митрополит е поставен на трето място между митрополитите на Балканския полуостров след ираклийския и солунския митрополит, но стои по-долу от ред гръцки митрополити в Мала Азия. Търновският митрополит след 1416 е титулуван и екзарх на цяла България. Устройството на Търновската митрополия е еднакво на останалите гръцки митрополии с подчинени епископии. Цариградския патриарх назначава Търновският митрополит, а поведомствените му епископи се избират от събора на епископите и митрополита. Подобно на другите гръцки митрополити в османската държава и търновският се занимава и със светски дела – разглеждал брачни, имуществени и други дела, издава свидетелства за благонадеждност, заверява договори и завещания между частни лица. В гражданско-съдебната област той е подпомаган от смесен съвет, в който влизат видни миряни и духовници.

## Йерархия
Начело на Търновската патриаршия стои патриарх, който участва в Болярския съвет. Той е подпомаган от Синод. Той се занимава с всички права и задължения на църквата и води борба против ересите. По времето на Търновската патриаршия духовната власт е подчинена на светската. Основно учение е исихазмът, особено през 14 век, проповядван от най-видните дейци на Българската църква — Теодосий Търновски и патриарх Евтимий Търновски.